# Dębica
Dębica [pronunciación en polaco: /dɛmˈbit͡sa/] es una ciudad del sureste de Polonia con 44 692 habitantes.  Es la capital del distrito de Dębica. Desde 1999 pertenece al voivodato de Subcarpacia; anteriormente estuvo en el voivodato de Tarnów (1975-1998). Dębica pertenece a la provincia histórica de Pequeña Polonia y durante siglos formó parte del voivodato de Sandomierz.

## Área y ubicación
Según datos de 2006, la superficie de Dębica es de 33,81 kilómetros cuadrados. La tierra cultivable ocupa el 42% de la superficie de la ciudad, mientras que los bosques ocupan el 19%. Dębica es la sede del distrito y abarca el 4,34% de su superficie total. Dębica se encuentra en la frontera entre dos regiones geográficas de Polonia: el Piamonte Cárpato, en los distritos meridionales de la ciudad, y la cuenca de Sandomierz, al norte, a lo largo del río Wisłoka .

## Economía
Desde mediados de la década de 1930, Dębica ha sido un importante centro industrial. Gracias a los programas de desarrollo industrial impulsados por el gobierno, se crearon numerosas empresas.
La mayoría de estas empresas todavía existen a día de hoy, aunque fueron privatizadas en la década de 1990.

## Transporte
La autopista A4 pasa justo al norte de la ciudad, con dos salidas que dan acceso a Dębica. El tramo oeste de la autopista, de Dębica a Tarnów, se completó en octubre de 2014. Desde entonces, la ciudad tiene una conexión directa por autopista con la frontera occidental de Polonia y, por lo tanto, con toda Europa Occidental. Un viaje a Cracovia (aproximadamente 120 kilómetros) dura una hora, mientras que a Rzeszów, la capital del voivodato de Subcarpacia, situada al este de Dębica, se llega en menos 30 minutos.
Dębica también se encuentra junto a la Carretera Nacional 94, que anteriormente formaba parte de la ruta europea E40. Esta carretera de dos carriles se ha renovado en los últimos años, pero con la finalización de la autopista A4, su importancia ha disminuido. Además, Dębica está conectada con las ciudades de Mielec y Tarnobrzeg a través de la carretera local número 985. Dębica se encuentra en una línea ferroviaria clave que une las fronteras occidental y oriental de Polonia. Los trenes en esta línea pueden alcanzar velocidades de hasta 160 km/h, lo que permite que los trenes más rápidos lleguen a Cracovia en poco más de una hora.

## Educación
En Dębica se han ubicado dos ramas de instituciones de educación superior:
- Un campus de la Wyższa Szkoła Informatyki i Zarządzania en Rzeszów
- Un campus de la Universidad de Economía de Cracovia

## Historia

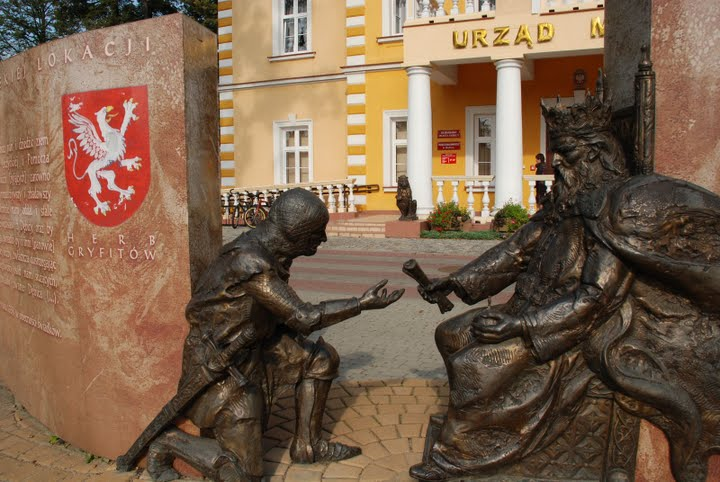
Monumento que representa al rey Casimiro III el Grande dando permiso a Świętosław Gryfita para fundar Dębica

### Edad media
Una de las referencias documentadas más antiguas de esta zona data del año 1293. Registra un asentamiento con el nombre de Dambicha, perteneciente a la noble familia Gryfita. En 1305, el pueblo fue asaltado por los tártaros, quienes quemaron una iglesia de madera, que fue reconstruida en 1318. En 1325, Dębica se convirtió en la sede de un decanato, ubicado en las afueras del bosque de Sandomierz. El decanato de Dębica constaba de catorce parroquias, incluidas Przecław, Sędziszów Małopolski y Strzyżów .
En 1358, el rey Casimiro III el Grande otorgó al noble local Świętosław Gryfita permiso para fundar una ciudad, y Dębica recibió el estatus ciudad, junto con el privilegio de celebrar mercados semanales los miércoles. Sin embargo, la ciudad no se fundó oficialmente hasta el 10 de junio de 1372, cuando Mikołaj de Lipiny fue nombrado su primer wójt . Dębica estaba convenientemente ubicada a lo largo de la principal ruta comercial de Cracovia a Lwów, pero la ciudad recién fundada tuvo dificultades para competir con los centros urbanos más antiguos de la zona, como Pilzno y Ropczyce . En 1446, el rey Władysław III de Polonia autorizó la celebración de ferias anuales los Miércoles de Ceniza, lo que estimuló el crecimiento de la ciudad. Pese a ello, Dębica siguió siendo una pequeña ciudad durante muchos años, ubicada en el condado de Pilzno, parte del voivodato de Sandomierz, en la provincia de Pequeña Polonia. Sin una muralla defensiva que la protegiera, la ciudad era vulnerable a las invasiones de tártaros, suecos y húngaros, quienes la incendiaban o saqueaban con frecuencia. Debido a ello, pocos monumentos históricos han sobrevivido en Dębica. Una notable excepción es la iglesia de Santa Eduviges, construida originalmente en el siglo XIV, pero completamente reconstruida a finales del siglo XIX.

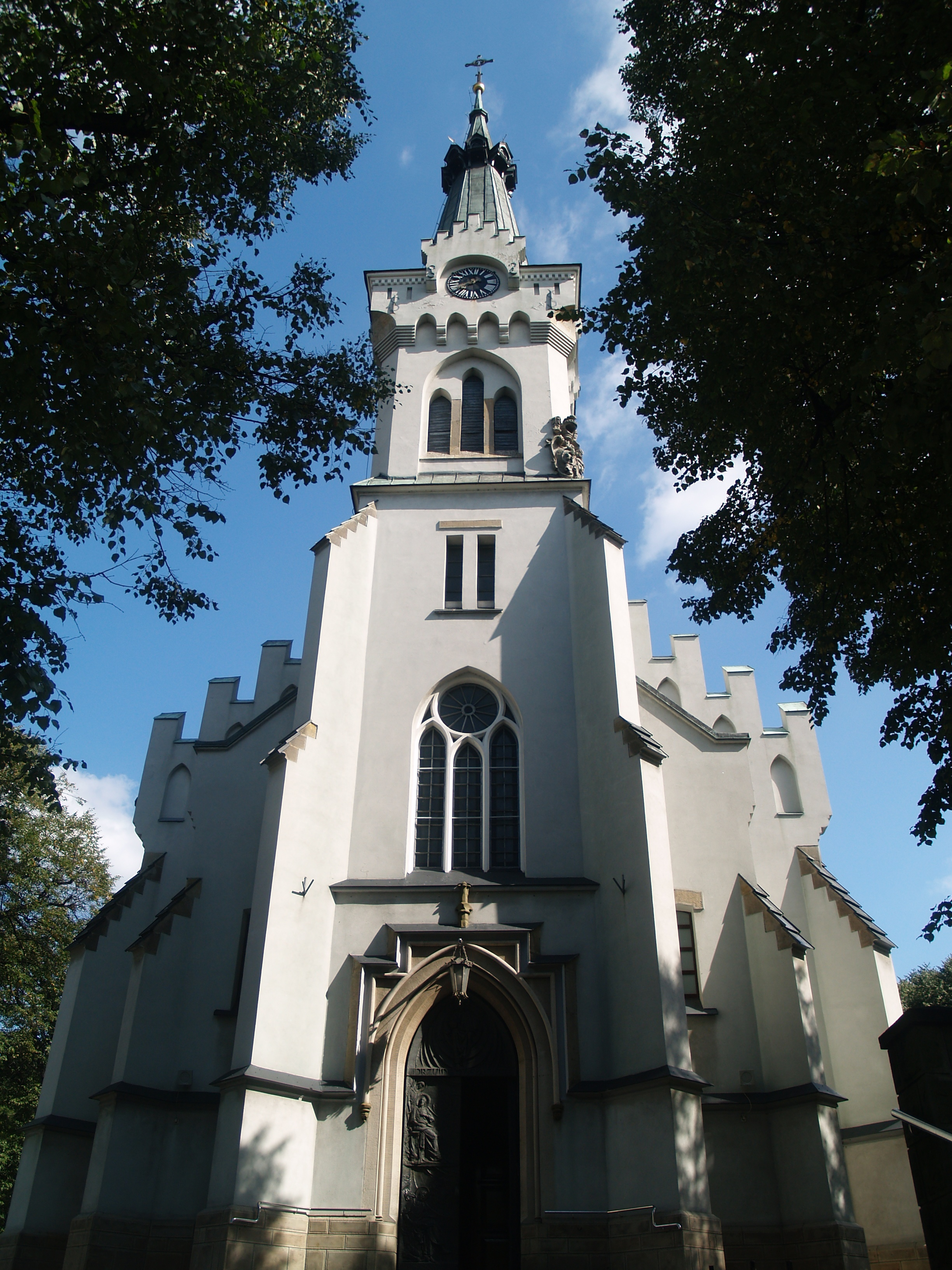
Iglesia de Santa Eduviges, construida por primera vez en el siglo XIV

En 1474, Dębica, junto con otras ciudades del sur de la Pequeña Polonia, fue saqueada por el Ejército Negro de Hungría. En 1502, una incursión tártara de Crimea causó una destrucción generalizada, dejando la ciudad incendiada y despoblada.

### Edad Moderna
Para evitar la desaparición total de Dębica, sus propietarios eximieron a los residentes de todos los impuestos durante 14 años, permitiéndoles además recolectar madera y leña gratuitamente en los bosques locales. En 1504, el rey Alejandro Jagellón eximió a Dębica de los impuestos reales. Gracias a todos estos privilegios, Dębica emergió en el siglo XVI como un centro local de artesanos. Aun así, era mucho más pequeña que Pilzno y Ropczyce, en parte porque seguía siendo una ciudad privada. En 1554, la mayor parte de Dębica se incendió, junto con la iglesia parroquial de madera de Santa Margarita. A finales del siglo XVI, la población de la ciudad era de aproximadamente 700 habitantes.
Como la mayoría de las ciudades de la Pequeña Polonia, Dębica fue completamente destruida durante la invasión sueca de Polonia, cuando los suecos y transilvanos de Jorge II Rakoczi incendiaron y saquearon la ciudad (1655-1660). Tras la invasión, la población de Dębica se redujo a aproximadamente 200 habitantes, con solo 30 casas. Como resultado, los propietarios de la ciudad permitieron que los primeros judíos se asentaran en Dębica. Los primeros colonos llegaron entre 1676 y 1690. Aumentaron la población de la ciudad y tuvieron una influencia positiva en su economía.
A finales del siglo XVII, se fundó la llamada Nueva Dębica, alrededor de la desaparecida iglesia de Santa Bárbara, aproximadamente un kilómetro al oeste de la Vieja Dębica. Ambas Dębicas tenían alcaldes diferentes, gobernados por un único wójt. Con el tiempo, las ciudades se fusionaron, y la plaza del mercado de Nueva Dębica es ahora el centro de la ciudad. Dębica quedó completamente destruida durante la Gran Guerra del Norte, y la destrucción fue tan grave que la ciudad se convirtió poco a poco en un pueblo agrícola.

### Edad Contemporánea
Aquí tuvo lugar una batalla entre polacos y rusos durante la Confederación de Bar, y en 1772, como resultado de la Primera Partición de Polonia, Dębica fue anexionada por el Imperio de los Habsburgo, como parte de la recién creada Galicia, donde permaneció hasta noviembre de 1918. Las autoridades austriacas decidieron que ya no debía considerarse una ciudad, sino un pueblo, y la rebautizaron como Dembitz. Esta decisión marcó el declive de la ciudad.

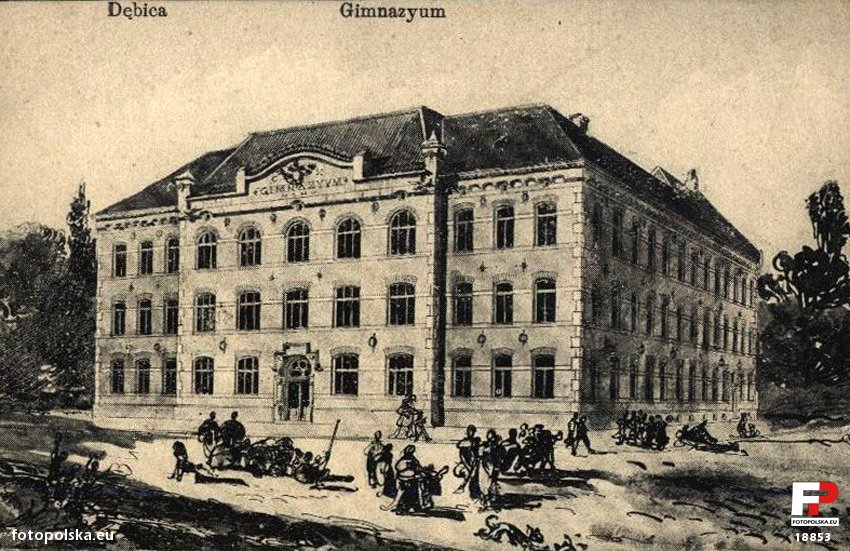
El instituto más antiguo de Dębica a principios del siglo XX

Los malos tiempos llegaron a su fin en la segunda mitad del siglo XIX, cuando el gobierno austriaco decidió construir una línea ferroviaria principal de oeste a este, que conectara dos importantes centros urbanos de Galicia: Cracovia y Lwów. Se construyó una estación de tren en Dębica y, a finales del siglo XIX, se construyó otra línea en dirección norte, que unía Dębica con la ciudad de Sandomierz, que estaba situada en la frontera entre Austria y Rusia. La ciudad se convirtió en un importante nudo ferroviario, lo que supuso un gran impulso para sus ciudadanos. En 1900 se inauguró una escuela secundaria y, en 1908, los alumnos de esta escuela fundaron uno de los clubes deportivos más antiguos de Polonia, Wisłoka Dębica (cuyo nombre proviene del río Wisłoka, que pasa por la ciudad). Justo antes de la Primera Guerra Mundial, Dębica volvió a ser incorporada como ciudad. La guerra fue un desastre para la ciudad, que quedó casi completamente destruida de nuevo. Durante varias campañas, Dębica fue ocupada por tropas rusas, austriacas, húngaras y alemanas, que lucharon en esta zona durante muchos meses en 1914 y 1915. Las potencias de la Entente querían atravesar los Cárpatos hacia Eslovaquia, Bohemia y Hungría, pero las potencias centrales lograron detenerlas a principios de 1915. Estos acontecimientos tuvieron un gran impacto en la ciudad y obstaculizaron su desarrollo durante muchos años.
En 1918, después de que Polonia recuperara su independencia, Dębica fue incluida en el Voivodato de Cracovia, en el condado de Ropczyce. La situación económica de la ciudad no cambió, puesto que no había industria, había muy pocos empleos disponibles y los pueblos de los alrededores estaban fuertemente superpoblados. Esto comenzó a cambiar en 1936, cuando el gobierno polaco anunció la creación de la Zona Industrial Central. Fue un enorme proyecto de obras públicas, destinado a combatir el desempleo en esta parte superpoblada de Polonia, así como a crear una industria pesada, concentrada en la producción de armas. Dębica comenzó a desarrollarse muy rápido; tan rápido, que en 1937 la capital del condado se trasladó aquí desde Ropczyce. Entre las muchas fábricas construidas en la ciudad en aquel momento, la más importante fue Stomil (ahora  perteneciente a Goodyear).

### Segunda Guerra Mundial
La ocupación de Dębica por la Alemania nazi comenzó el 8 de septiembre de 1939. El Einsatzgruppe I entró en la ciudad en septiembre de 1939 para cometer varios crímenes contra los polacos. Los alemanes crearon un gueto para la población judía de la ciudad, y finalmente mataron a la mayoría de ellos en ese mismo lugar o en el campo de concentración de Auschwitz. En las colinas boscosas al sur de la ciudad, operaban fuertes fuerzas clandestinas polacas, con numerosas unidades del Ejército Nacional (AK). Era demasiado peligroso para los oficiales del AK permanecer en Dębica, por lo que la sede de un distrito clandestino local (conocido como Deser) se encontraba en un pueblo cercano llamado Gumniska, ubicado en la zona más alta que hay al sur de la ciudad. Los combatientes de la resistencia fueron muy activos aquí, a menudo atacando la línea ferroviaria principal Cracovia-Lwów, utilizada por las tropas alemanas.

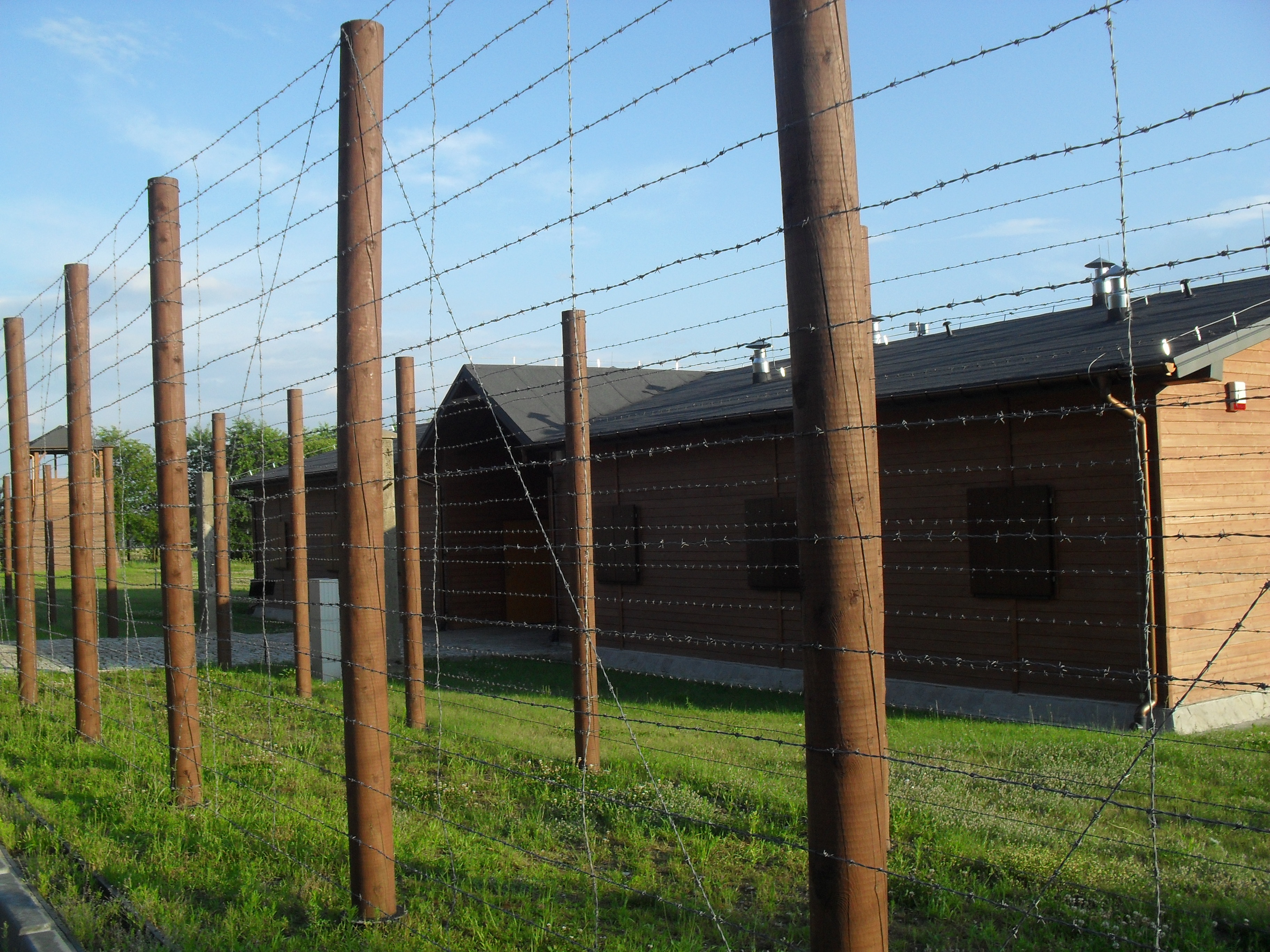
Cuarteles de campamento reconstruidos con torre de vigilancia y alambrada de púas en el pueblo de Pustków

En las afueras de Dębica, cerca de los pueblos de Pustków y Blizna y varios vecinos, los alemanes establecieron una enorme base militar llamada Heidelager en el otoño de 1941, que incluía el sitio de lanzamiento de misiles Blizna V-2 para pruebas de armas y el entrenamiento de nuevas formaciones militares colaboracionistas ucranianas, incluida la División SS Galizien. Se estima que durante la duración de la operación de la base de entrenamiento SS Heidelager, unos 15 000 prisioneros de trabajo esclavo fallecieron allí, incluidos 7 500 judíos, 5 000 soviéticos y 2 500 polacos, además de aproximadamente 1 000 soldados soviéticos que murieron en el área durante la guerra nazi-soviética. Sus restos están enterrados en el cementerio a lo largo de la carretera a Pustków. En una de las tumbas está enterrado un coronel ruso muerto en los combates. 
Uno de los implicados en los crímenes de guerra fue el miembro de las SS Alois Kurz, quien, desde 1940 hasta el 21 de abril de 1941, sirvió en el Regimiento SS Westland y posteriormente fue asignado a un batallón de construcción para el campo de entrenamiento y trabajo de las SS al servicio de la SS Truppenubungsplatz Heidelager en Pustków. También estuvo implicado en crímenes de guerra Wilhelm Schitli, comandante del "campo judío" en el área de entrenamiento de las SS HL-Heidelager de octubre de 1942 a septiembre de 1943.
El sacerdote polaco Jan Nagórzański, que se unió a la resistencia polaca y rescató judíos durante la ocupación, fue arrestado por los alemanes, pero pronto fue liberado por el Ejército Nacional en 1944. En 1945, fue golpeado por las tropas rusas y luego enfermó de tifus y murió en Dębica. En 1945 la ciudad fue devuelta a Polonia, aunque con un régimen comunista instalado por los soviéticos, que permaneció en el poder hasta la caída del comunismo en la década de 1980.

### Posguerra
Después de la guerra, en la nueva Polonia comunista, Dębica volvió a ser la sede de un condado, pero la ciudad fue trasladada de Cracovia al voivodato de Rzeszów. En 1946, tuvieron lugar en la ciudad las ejecuciones de activistas anticomunistas. El sacerdote polaco Jan Wójcik, que ayudó a los partisanos polacos y a los judíos durante la ocupación alemana, murió en Dębica en 1954, poco después de ser liberado de la prisión por los comunistas, que lo encarcelaron en 1949. La destrucción de la guerra volvió a detener el desarrollo de la ciudad, pero esta vez la recuperación fue rápida y se basó en las fábricas de antes de la guerra.
En 1975, después de la reforma administrativa, los condados en Polonia dejaron de existir y fueron reemplazados por numerosos y pequeños voivodatos. Dębica fue trasladada de nuevo, esta vez de Rzeszów al recién creado voivodato de Tarnów. A finales de la década de 1970, Dębica adquirió importancia como centro de producción agroalimentaria.

## Deportes
En Dębica hay dos clubes deportivos importantes. El KS Wisłoka Dębica, fundado en 1908, que es una de las organizaciones deportivas más antiguas del país. El Wisłoka es famoso por sus luchadores, que han ganado varias medallas en los Juegos Olímpicos, Campeonatos Mundiales y Campeonatos Europeos. Otros deportes en los que los atletas del Wisłoka alcanzaron logros significativos son el fútbol, el boxeo, el ciclismo y el kárate. El club, patrocinado por la empresa de neumáticos de Dębica, alcanzó su máximo auge en la década de 1970.
Otro equipo, el Igloopol Dębica, fue fundado en 1978 y fue creado por un destacado activista del Partido Comunista Polaco, Edward Brzostowski. El Igloopol contó con un fuerte apoyo del gobierno local. Brzostowski fue durante un tiempo ministro de Agricultura y director de la Asociación Polaca de Fútbol, por lo que su equipo favorito prosperó tanto en fútbol como en boxeo, logrando importantes éxitos. Los mejores años del Igloopol, a finales de los 80, están estrechamente relacionados con el auge de su patrocinador. Últimamente, ambos equipos jugaron en divisiones inferiores regionales con la esperanza de ascender. Ambos clubes disputan el derbi de Dębica, uno de los más feroces del sureste de Polonia.

## Personas notables

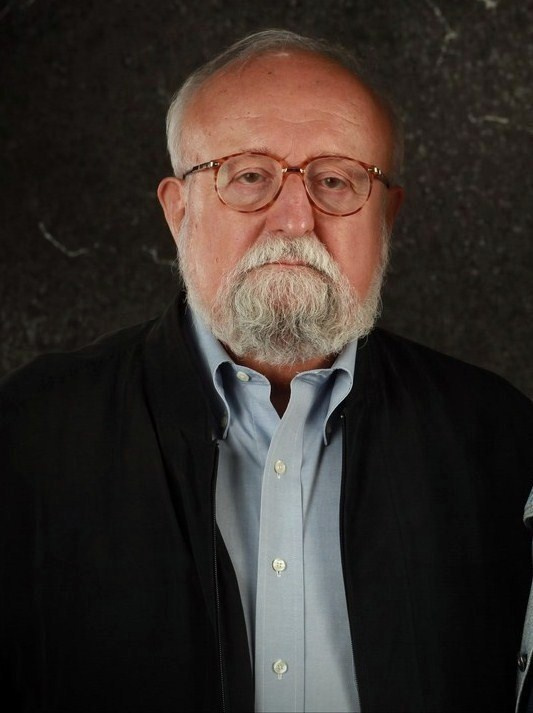
Krzysztof Penderecki

## Ciudades hermanadas
Dębica está hermanada con: 
- Carei, Rumanía
- Kapuvár, Hungría
- Muro, España
- Obzor, Bulgaria
- Svishtov, Bulgaria

Antiguas ciudades gemelas:
- Puurs, Belgium

El 13 de noviembre de 2020, el municipio belga de Puurs-Sint-Amands suspendió su hermanamiento de 20 años con Dębica debido a la adopción por parte de la ciudad de la Carta del Gobierno Local sobre los Derechos de la Familia, que discrimina a las personas LGBT.